# Giovanni Papini

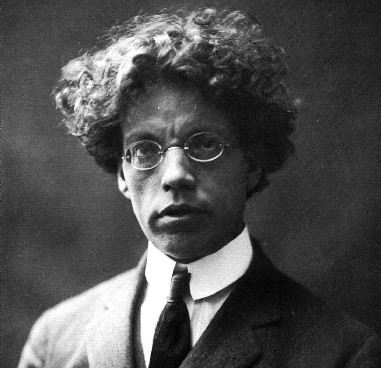
Giovanni Papini.

Giovanni Papini, född 9 januari 1881 i Florens, död 8 juli 1956 där, var en italiensk författare.

## Biografi
Papini var ledare inom en grupp diktare och filosofer som 1908-1916 i den florentinska tidskriften La Voce kämpade mot Gabriele D'Annunzios estetik och för en större europism inom italiensk litteratur och konst. 
Han inledde sin litterära bana med essäer och noveller som Il tragico quotidiano, Il pilota cieco samt Parole e sangue, som kännetecknades av en rad hätska anfall på litterära kolleger. Papini befann sig i ständig opposition mot övriga författare utan att någonstans hitta en lärofader, något han beskriver i självbiografin Un uomo finito (1913, svensk översättning av Erik Kihlman, En färdig man 1924), Papinis starkaste verk och ett av det tidiga 1900-talets mest betydande i italiensk litteratur. Papini övergick därefter till poesin och utgav diktsamlingarna Cento pagine di poesia (1915), Opera prima (1917), samt Giorni di festa (1918). 
Under första världskriget vaknade Papinis oro på nytt. Han blev övertygad om att en upprepning av krigets fasor endast kunde förhindras om all världens folk bleve kristna, inte bara till namnet utan även till gagnet. Han utgav Storia di Cristo (1920, svensk översättning av Hugo Wachtmeister som Kristi historia 1927). Hans författarskap stod därefter helt i kyrkans tjänst. Bland hans senare arbeten märks Gog (1930), som var ett angrepp på samtidens ateism, samt Dante vivo (1933), en Dantebiografi som främst lade vikt vid Dantes fromma katolicism.